# NGC 89
NGC 89 là một thiên hà hình xoắn ốc hoặc hình lăng trụ, một phần của Bộ tứ Robert, một nhóm gồm bốn thiên hà tương tác. Thành viên này có hạt nhân Seyfert 2 với các tính năng ngoài phẳng phát ra bức xạ H-alpha. Có các tính năng dây tóc ở mỗi bên của đĩa, bao gồm cấu trúc giống như máy bay phản lực kéo dài khoảng 4   kpc theo hướng NE. Nó có thể đã mất khí hydro trung tính (H1) do tương tác với các thành viên khác trong cụm có khả năng NGC 92.